# José Antonio Momeñe
José Antonio Momeñe Campo (15 de agosto de 1940 — 23 de dezembro de 2010) foi um ciclista espanhol que participava em competições de ciclismo de estrada. Competiu profissionalmente entre as décadas de 60 e 70 do século XX.
Momeñe terminou em quarto lugar na classificação geral do Tour de France em 1966.
Competiu em dois eventos nos Jogos Olímpicos de Roma 1960. Na prova de contrarrelógio por equipes (100 km), terminou em oitavo lugar. Na estrada foi o décimo sexto colocado, individualmente.